# Alphonse Ratisbonne
Pour les articles homonymes, voir Ratisbonne (homonymie).
Pour les autres membres de la famille, voir Famille Ratisbonne.
Le Père Alphonse Ratisbonne, parfois nommé Alphonse de Ratisbonne ou Marie-Alphonse Ratisbonne (1er mai 1814, Strasbourg – 6 mai 1884, Ein Karem, Jérusalem), est un prêtre et missionnaire français d'origine juive dont la conversion au catholicisme fit grand bruit à l'époque. Après sa conversion, il entre dans la Compagnie de Jésus et seconde son frère, Théodore, lui aussi converti au catholicisme, pour développer la Congrégation de Notre-Dame de Sion. Il fonde plusieurs monastères et orphelinats en Palestine.

## Biographie

### Environnement familial
Alphonse Ratisbonne est le neuvième et dernier enfant d'Auguste Ratisbonne et de son épouse Adélaïde. Le nom de sa famille provient de la ville allemande de Ratisbonne. Il est issu d'une famille de banquiers juifs de Strasbourg, et est le petit-fils du philanthrope et homme politique Cerf Beer. Son père, Auguste, était président du consistoire du Bas-Rhin et vice-président du Comité cantonal des écoles israélites de Strasbourg.
Alors que son frère aîné Théodore (1802-1884) se convertit au catholicisme en 1827 et se voit écarté par la famille, Alphonse rejette toute forme de pratique religieuse, et est plutôt présenté comme un libre-penseur.
Après des études de droit à Paris, Alphonse Ratisbonne entre dans la banque familiale et annonce ses fiançailles avec sa nièce, âgée de seize ans, comme cela se faisait à cette époque. Celle-ci étant encore trop jeune pour le mariage, il s'éloigne quelque temps de Strasbourg et part faire un voyage d'agrément qui doit le mener de Marseille à Naples, Palerme, Malte puis Jérusalem et Constantinople. Mais une fois arrivé à Naples, il se rend à Rome, qui ne faisait pas partie du programme initial.

### Parcours religieux

#### Sa conversion

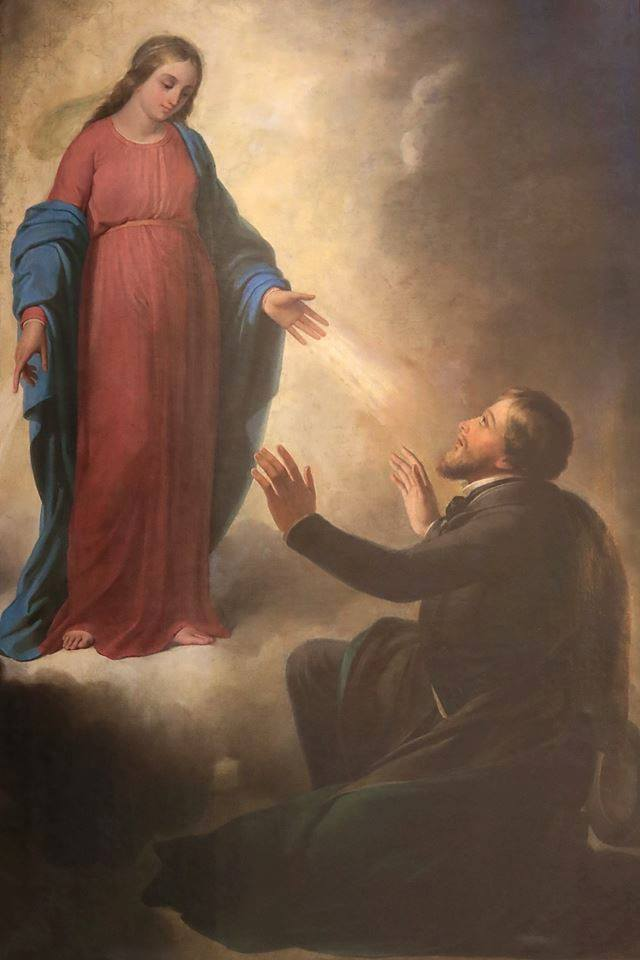
L'apparition à Ratisbonne.

Il arrive à Rome le 6 janvier 1842, et se rend dans le ghetto, où sont rassemblés les 4 000 juifs romains. Alphonse fait une série de rencontres et est introduit dans une société de fervents catholiques français en résidence ou en séjour dans la capitale italienne, comme le baron Marie-Théodore de Bussierre (ami de son frère Théodore).

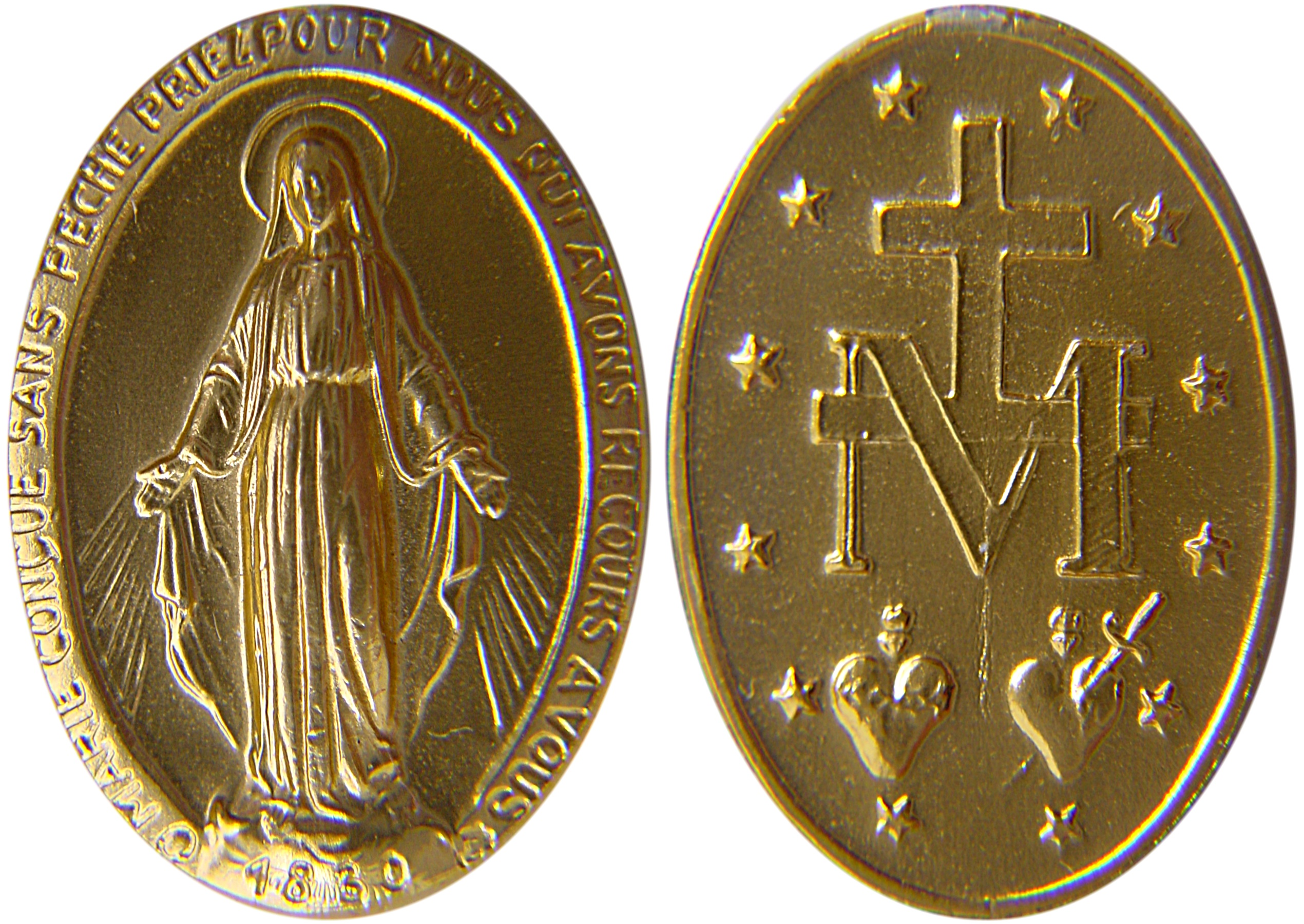
La médaille miraculeuse offerte à Ratisbonne.

Alphonse, qui se moque de la religiosité de ses amis romains, se voit proposer un défi par le baron de Bussierre le 15 janvier : porter la médaille miraculeuse frappée à la suite des apparitions de 1830 à Catherine Labouré dans la chapelle de la rue du Bac à Paris, et réciter matin et soir une courte prière qu'on lui donne à recopier. Pour prouver que ces croyances sont ridicules, il accepte et s'exécute,. Le baron l'invite à prolonger son séjour à Rome, ce qui amène ce dernier à visiter le couvent des franciscains et discuter avec différents religieux. Dans la soirée du 19 janvier, il se rend au bal du prince Alessancro Torlonia. Le lendemain, il accompagne le baron à l'église Sant'Andrea delle Fratte car le baron de Bussierre veut faire une demande au sujet des préparatifs des obsèques de son ami M. de Laferronnays, décédé trois jours plus tôt. Alphonse visite l'église pendant ce temps. C'est là qu'il dit avoir eu une vision de la Vierge de la médaille miraculeuse,,,,
Bussièrres retrouve le jeune Alphonse prosterné devant la chapelle de l'ange saint Michel. Sous le coup d'une profonde émotion, le jeune homme est incapable de répondre à ses questions. Le visage baigné de larmes, il saisit sa médaille et l'embrasse. Un peu plus tard dans la journée, il racontera l'apparition :« J'étais depuis un instant dans l'église, lorsque tout d'un coup je me suis senti saisi d'un trouble inexprimable. J'ai levé les yeux ; tout l'édifice avait disparu à mes regards ; une seule chapelle avait, pour ainsi dire, concentré toute la lumière, et au milieu de ce rayonnement, a paru debout, sur l'autel, grande, brillante, pleine de majesté et de douceur, la Vierge Marie, telle qu'elle est sur ma médaille ; une force irrésistible m'a poussé vers elle. La Vierge m'a fait signe de la main de m'agenouiller, elle a semblé me dire : C'est bien ! Elle ne m'a point parlé ; mais j'ai tout compris. »,.
Il décide alors de se convertir au catholicisme,,,. « C'est aux prières de M. de Laferronnays que je dois ma conversion » dira-t-il.
Il rencontre plusieurs fois le pape Pie IX et obtient que les procédures du baptême soient raccourcies. Il est baptisé 11 jours plus tard, le 31 janvier. Il choisit alors « Marie » comme prénom de baptême.
L'évêque de Rome étant également le pape, une commission d'enquête vaticane est rapidement réunie pour étudier et faire reconnaître canoniquement le « miracle de sa conversion » de Ratisbonne. Les témoignages sont recueillis les 18 et 19 février, et le jugement est publié le 3 juin 1842, mais s'il annonce officiellement reconnaître « comme vrai le miracle de la conversion opéré par Dieu, et par l'intercession de la Vierge Marie », le document n'évoque nullement l'apparition mariale dont Alphonse dit avoir été témoin. Cette nouvelle est diffusée et médiatisée, la nouvelle de l'apparition mariale étant elle-même largement diffusée en France, même si le Vatican s'est tu sur le sujet. Toutefois, le culte de Notre-Dame de Rome est autorisé dès le 20 janvier 1842, date de l'apparition à Ratisbonne,, sœur Catherine Labouré est canonisée en 1947 et le pape Jean-Paul II se rend à la rue du Bac en 1980.
La conversion de Ratisbonne provoque un choc dans sa famille, et la rupture avec sa fiancée qui refuse de se convertir au catholicisme pour pouvoir se marier avec lui, à une époque où les mariages interreligieux étaient rares.
Il entre dans la Compagnie de Jésus en juin 1842. Il effectue son noviciat chez les Jésuites de Laval. Il reçoit, dans cette église, l'ordination sacerdotale en 1848, des mains de Mgr Jean-Baptiste Bouvier, évêque du Mans.

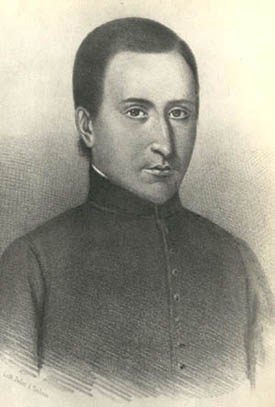
Alphonse Ratisbonne, gravure, XIXe siècle.

En 1850, il est nommé aumônier des prisonniers de Brest. Désireux de se consacrer à la conversion des Juifs, deux ans plus tard, avec l'autorisation du supérieur général des Jésuites, Jean-Philippe Roothaan, et la bénédiction du pape Pie IX, il quitte la Compagnie de Jésus pour rejoindre son frère Théodore et les « Pères de Sion » à Paris.

#### L'apostolat à Jérusalem
En 1855, il s'installe en Palestine, où il passe le reste de son existence, et y emmène une partie de la communauté de Notre-Dame de Sion. Il acquiert dans la Vieille ville de Jérusalem un terrain vague en 1857 et fait construire sur les vestiges de ruines anciennes dont le Lithostrôtos datant du IIe siècle sous Hadrien. Il y fonde en 1858 le couvent de l'Ecce Homo pour les Sœurs de Sion, auquel il adjoint une école et un orphelinat pour filles. En 1860, il fait construire le monastère de Saint-Jean sur la colline d'Ein Karem, dans les environs de Jérusalem, avec une église et un autre orphelinat pour filles.
C'est à Jérusalem avec d'autres frères qu'il œuvre avec succès pour la conversion au catholicisme des juifs et mahométans hiérosolymitains,.
En 1874, il fonde le monastère Saint-Pierre-de-Sion, dit « monastère Ratisbonne », aujourd'hui occupé par un centre d'étude salésien, dans le quartier de Réhavia à l'ouest de la Vieille ville de Jérusalem. Enfin, il ouvre l'orphelinat Saint-Pierre pour les garçons, près de la porte de Jaffa, et une école d'apprentissage pour les arts mécaniques de la ville.

## Galerie

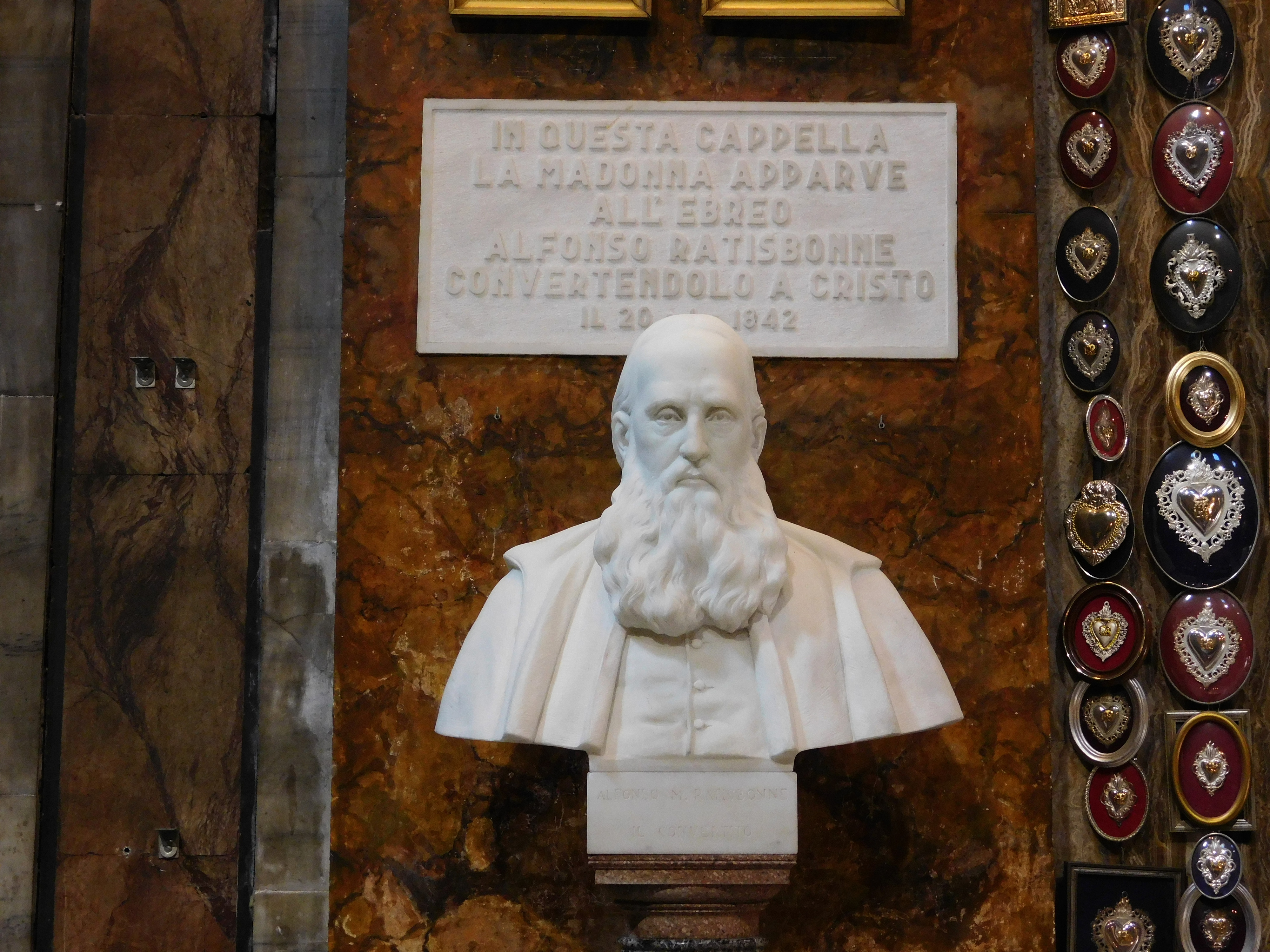
Buste dans la Basilique Sant'Andrea delle Fratte, Rome.
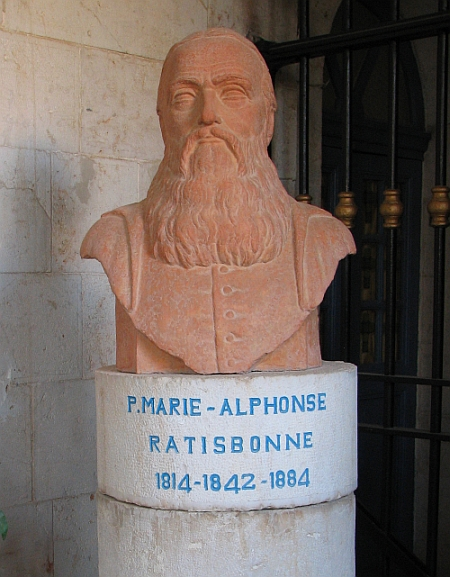
Buste au monastère Ratisbonne, Jérusalem.
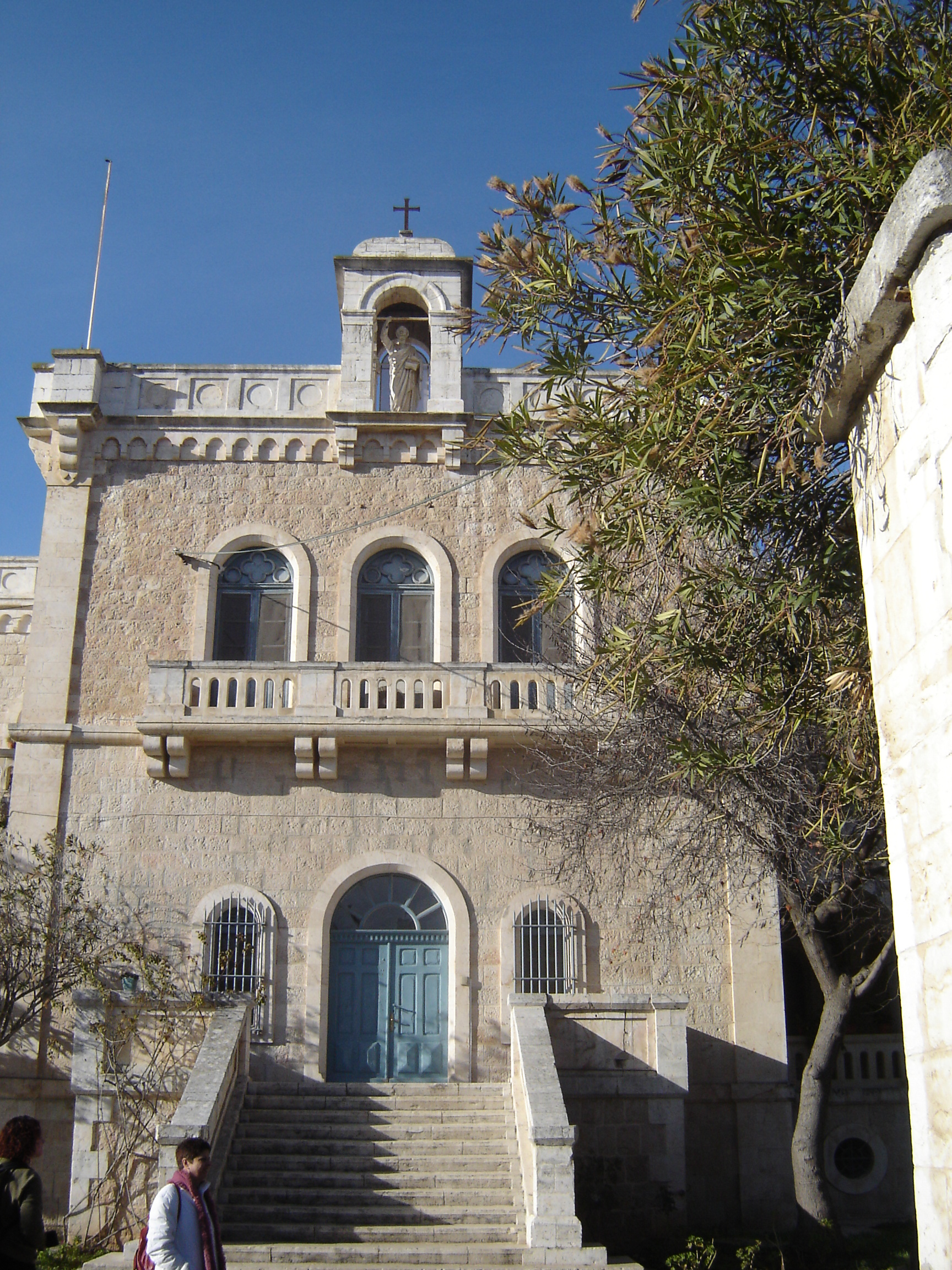
Le monastère Ratisbonne, quartier de Réhavia, Jérusalem.
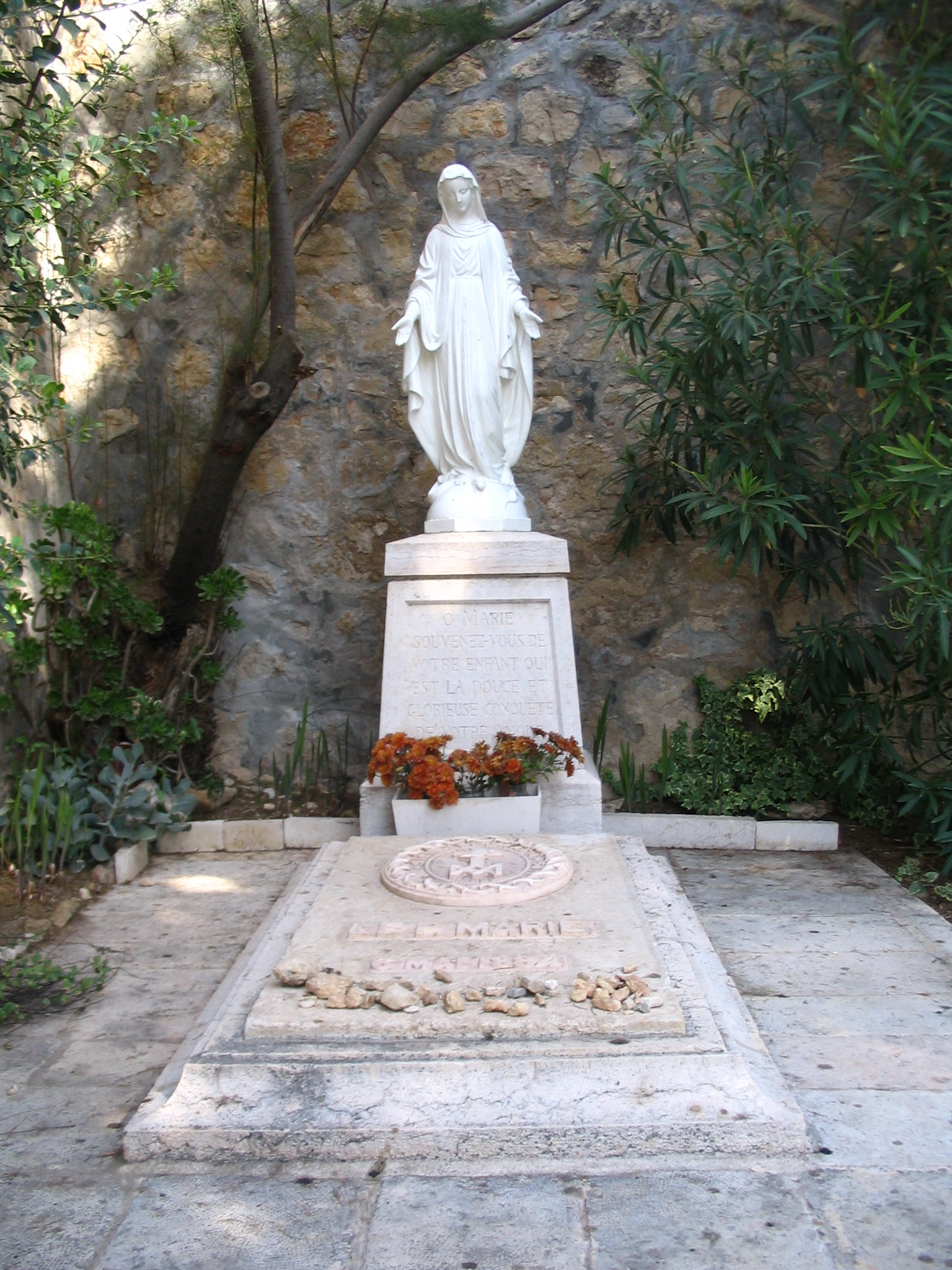
La tombe d'Alphonse Ratisbonne à Ein Kerem, Jérusalem.
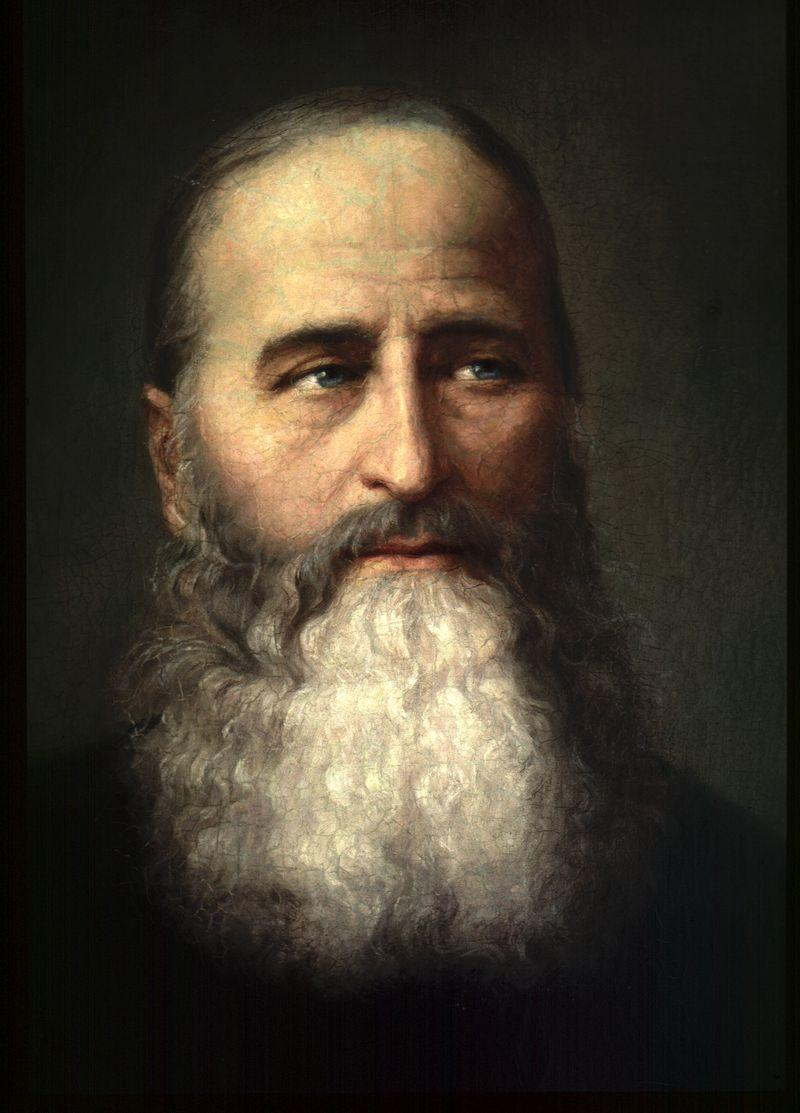
Portrait de Marie-Alphonse Ratisbonne.

## Œuvres
- Histoire de saint Bernard (1840)
- Conversion de M. Marie-Alphonse Ratisbonne racontée par lui-même (1842)
- Monument à la gloire de Marie (1847)[1]
- Inauguration du sanctuaire de l'Ecce Homo à Jerusalem (1868)